# Бенойська центральна мечеть
Бенойська центральна мечеть імені Арсангірі – мечеть села Беной Чеченської Республіки. 

## Історія
Бенойська центральна мечеть знаходиться у гірській частині Чеченської республіки на висоті 945 метрів над рівнем моря.
Мечеть названа на честь Арсангірі Кадирова - релігійний діяч, прадіда Рамзана Кадирова в п'ятому коліні.
Релігійний комплекс побудований на височини і завдяки такому розташуванню його можна побачити практично з будь-якої точки на околицях Беноя. Архітектурний образ поєднує у собі середньоазіатський стиль та національний чеченський орнамент. Головна будівля мечеті разом з прилеглою територією здатна вмістити до 1500 мусульман, що моляться.
Центральна зала мечеті накрита великим куполом. Висота чотирьох мінаретів по 30 метрів, на кожному мінареті споруджено балкон для азана. Зовнішні та внутрішні стіни головної будівлі оздоблені білим мармуром, який поєднується з позолоченими куполами. У центральному залі під куполом встановлено велику люстру. Куполи мечеті вінчають шпилі із півмісяцями. По сторонах основної будівлі на невеликій відстані стоять дві споруди з куполами для здійснення обмивання.
При мечеті діє медресе для дівчаток, релігійна школа розрахована на 50 осіб. В комплекс входять паркова зона, двоярусне паркування розраховане на 100 автомобілів і приміщення для омивання.

## Галерея

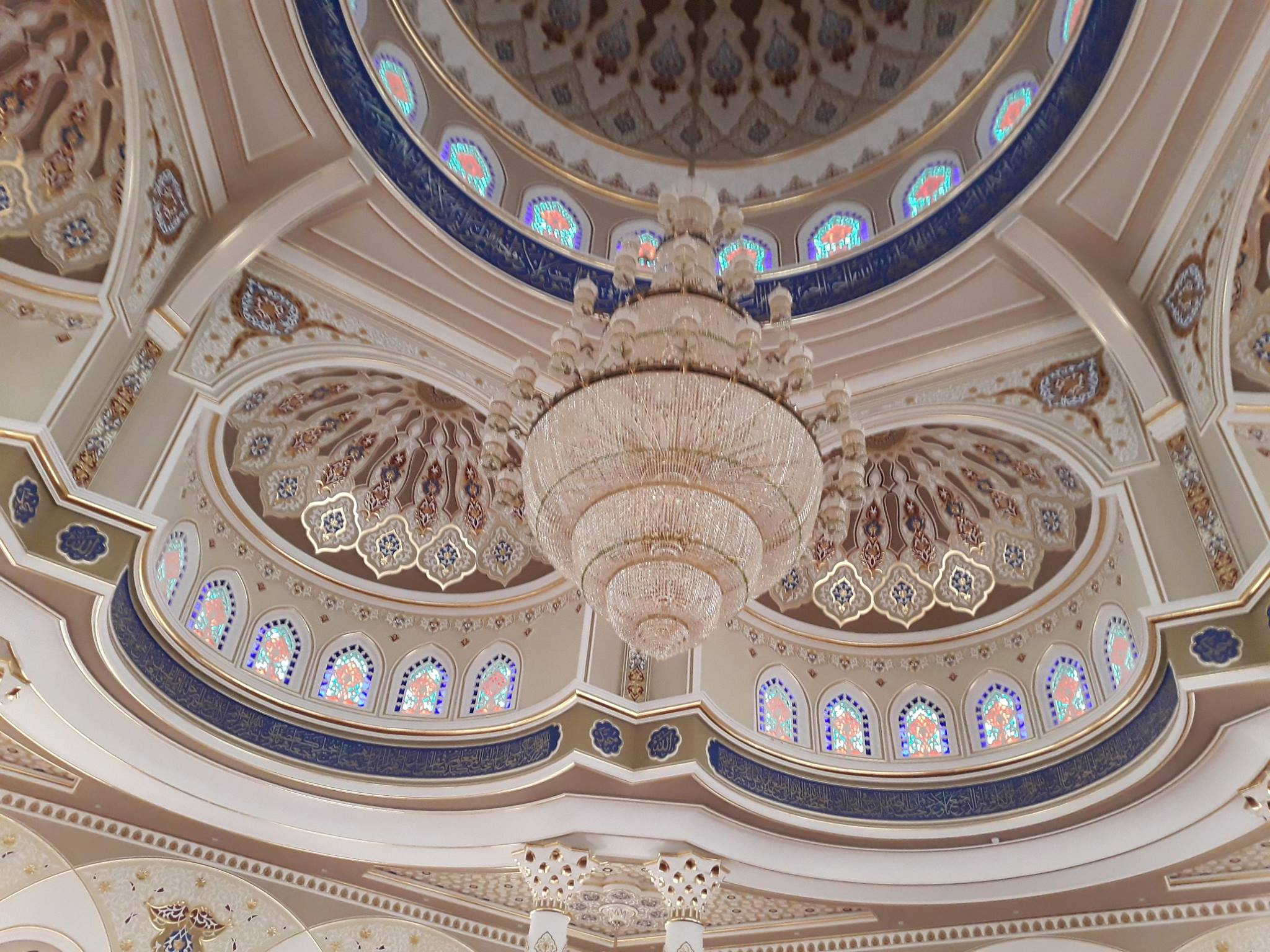
Купол
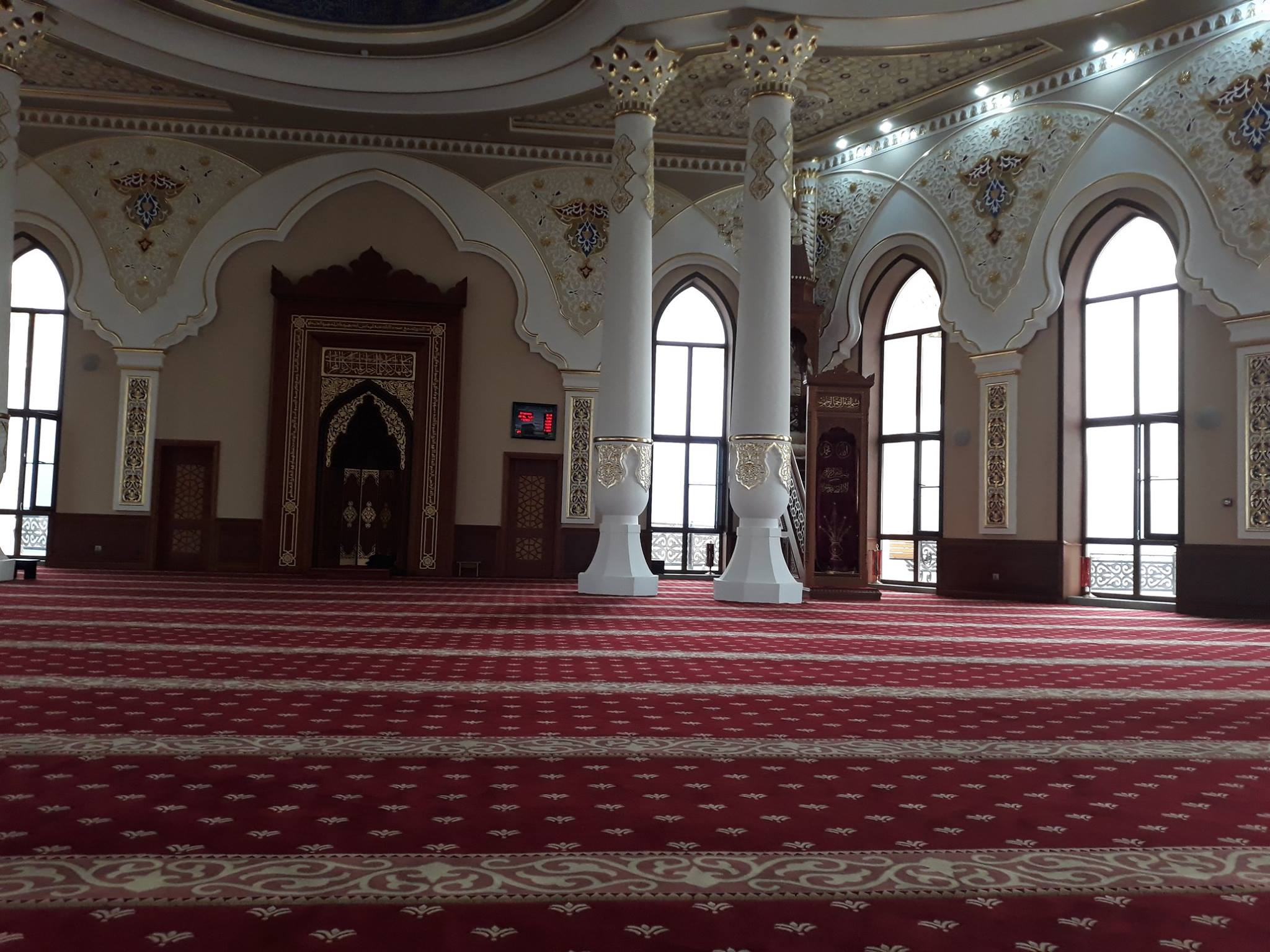
Молитовна зала
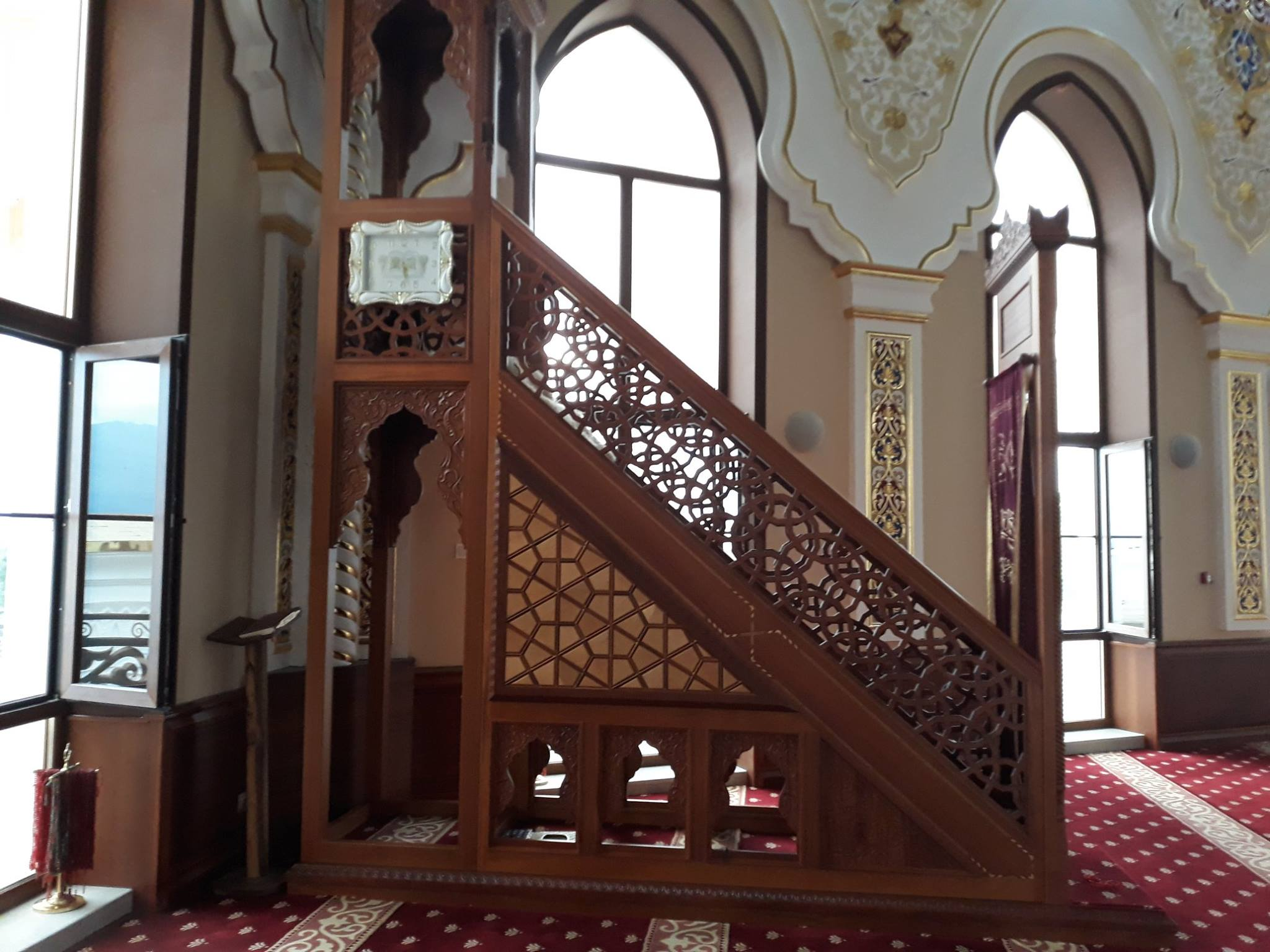
Мінбар
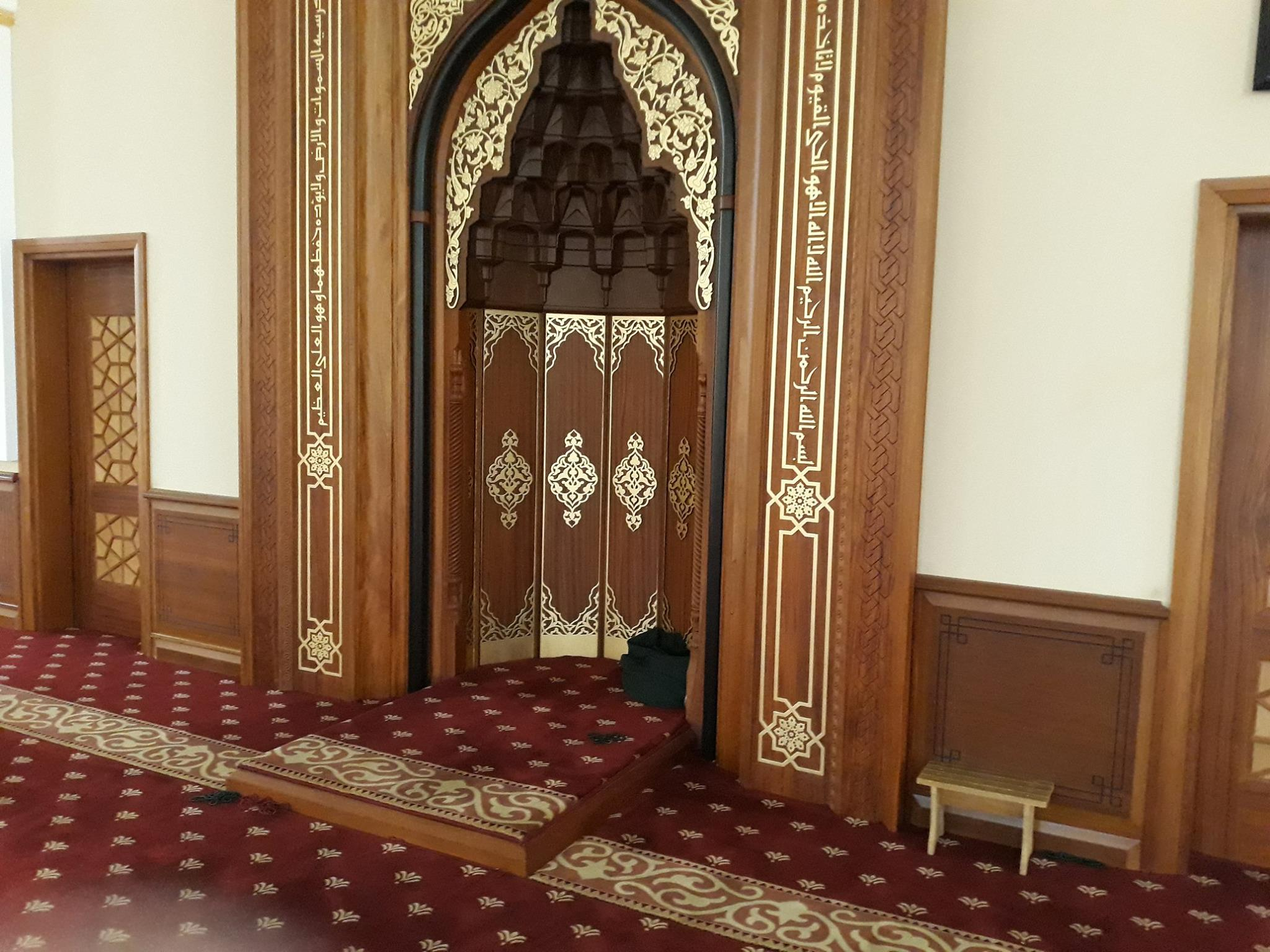
Міхраб
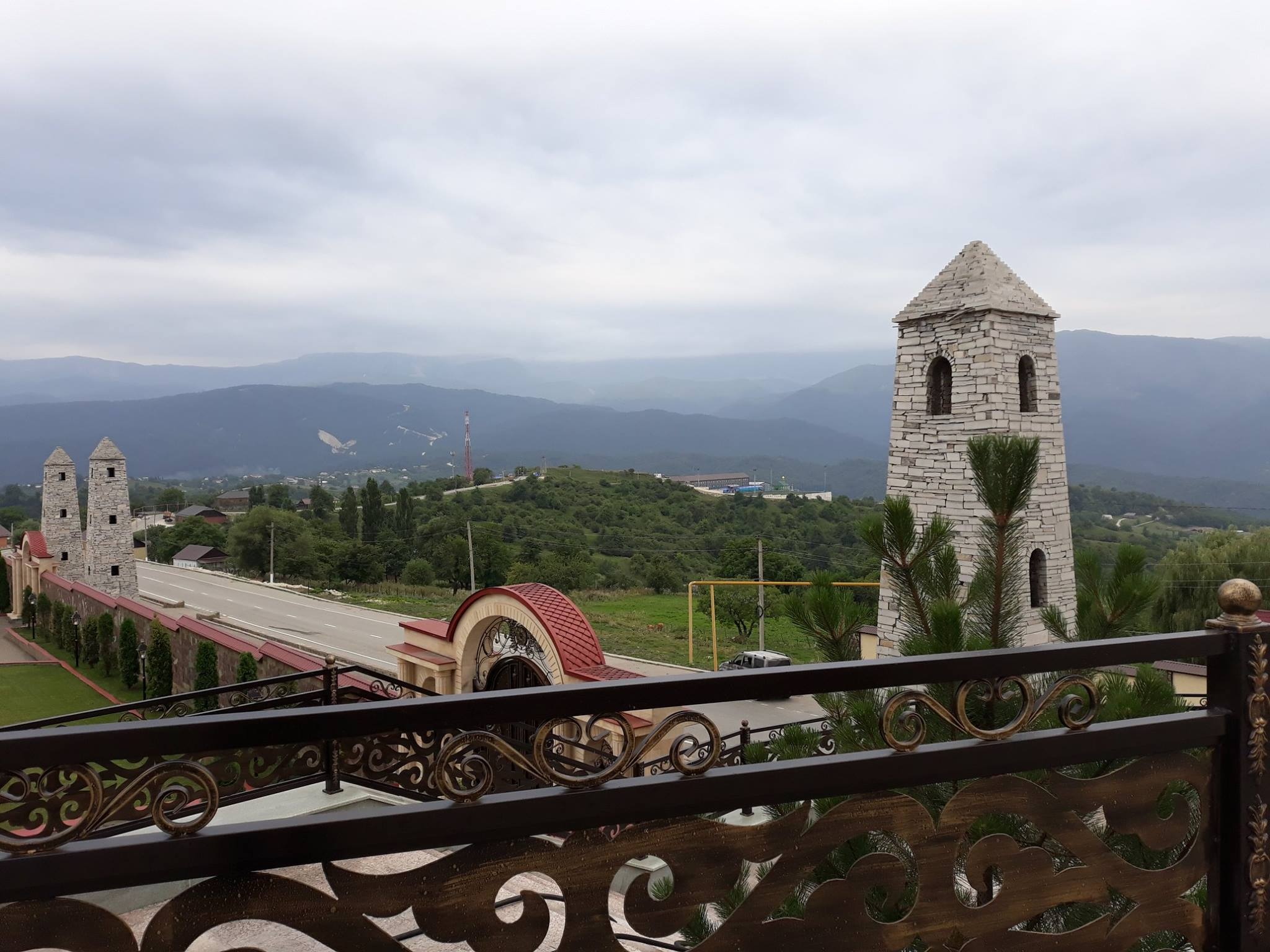